# Bloco Carnavalesco Céu na Terra
O Bloco Carnavalesco Céu na Terra ou Bloco Céu na Terra, fundado em 2001 no bairro de Santa Teresa na cidade do Rio de Janeiro, reúne todos os anos milhares de foliões fantasiados, embalados pelas marchinhas já tradicionais do carnaval carioca.
O Bloco Céu na Terra é parte do Núcleo de Cultura Popular Céu na Terra que atua e relaciona-se com diversas manifestações dos folguedos  populares do Brasil.
A Orquestra Popular Céu na Terra, formada em 2004 por músicos e integrantes do Bloco Carnavalesco, apresenta um repertório popular variado com arranjos originais para sopros, percussões, vozes e harmonias.

## Sobre o Bloco Céu na Terra
O Bloco Carnavalesco Céu na Terra  é reconhecido, pelos moradores e frequentadores do bairro de Santa Teresa e pelos foliões cariocas, como um dos mais simpáticos do Carnaval Carioca. O bloco, que completou 15 anos em 2015 , é um dos símbolos da renovação e revitalização do Carnaval de Rua do Rio de Janeiro desde 2001, ano de sua fundação.
É também uma tradição do Bloco Céu na Terra a utilização dos bondes de Santa Teresa em seu pré Carnaval, há uma semana do Carnaval e no seu tradicional desfile anual de Carnaval com bastante entusiasmo e criatividade pelas charmosas ruas e ladeiras do Bairro.
Em 2011 o Bloco Céu na Terra ganhou o Prêmio do jornal “O Globo” como o “Bloco mais Colorido do Carnaval Carioca”.
Os foliões saem anualmente com fantasias criativas, coloridas e bem diversificadas e conta também com a presença de bonecos gigantes de inspiração popular, porta-estandarte e pernas de pau nas suas saídas oficiais. 
Possui um naipe de metais, é formado por sopros diversos como os saxofones, trompetes, trombones, fautins e tubas. Na percussão juntam-se surdos, caixas, agogôs e ganzás. Acordeons, banjos e cavaquinhos dão um toque especial à harmonia musical.
O repertório de marchinhas tradicionais completando com outras autorais, cirandas, maxixes, sambas e frevos. 

Todos esses elementos fazem do Céu na Terra um dos mais queridos blocos de rua do Rio, arrastando, charmosamente, cerca de 20.000 pessoas em seus desfiles .

### Núcleo Céu na Terra
O Bloco Céu na Terra é parte do Núcleo de Cultura Popular Céu na Terra que atua e relaciona-se também com diversas áreas da nossa Cultura Popular Brasileira em ações como o Pastoril Céu na Terra, a Cantoria de Reis e o folguedo do Auto do Boi, entre outros. 

### Orquestra Popular Céu na Terra
A Orquestra Popular Céu na Terra, formada em 2004 por músicos e integrantes do Bloco desde então faz shows no circuito musical carioca, participando da revitalização do bairro da Lapa e tocando ao lado de grandes nomes da música popular.
Em 2008, como reconhecimento pelo trabalho, conquista o 19º Prêmio da Música Brasileira como melhor grupo na categoria Canção Popular.